# 正岡子規

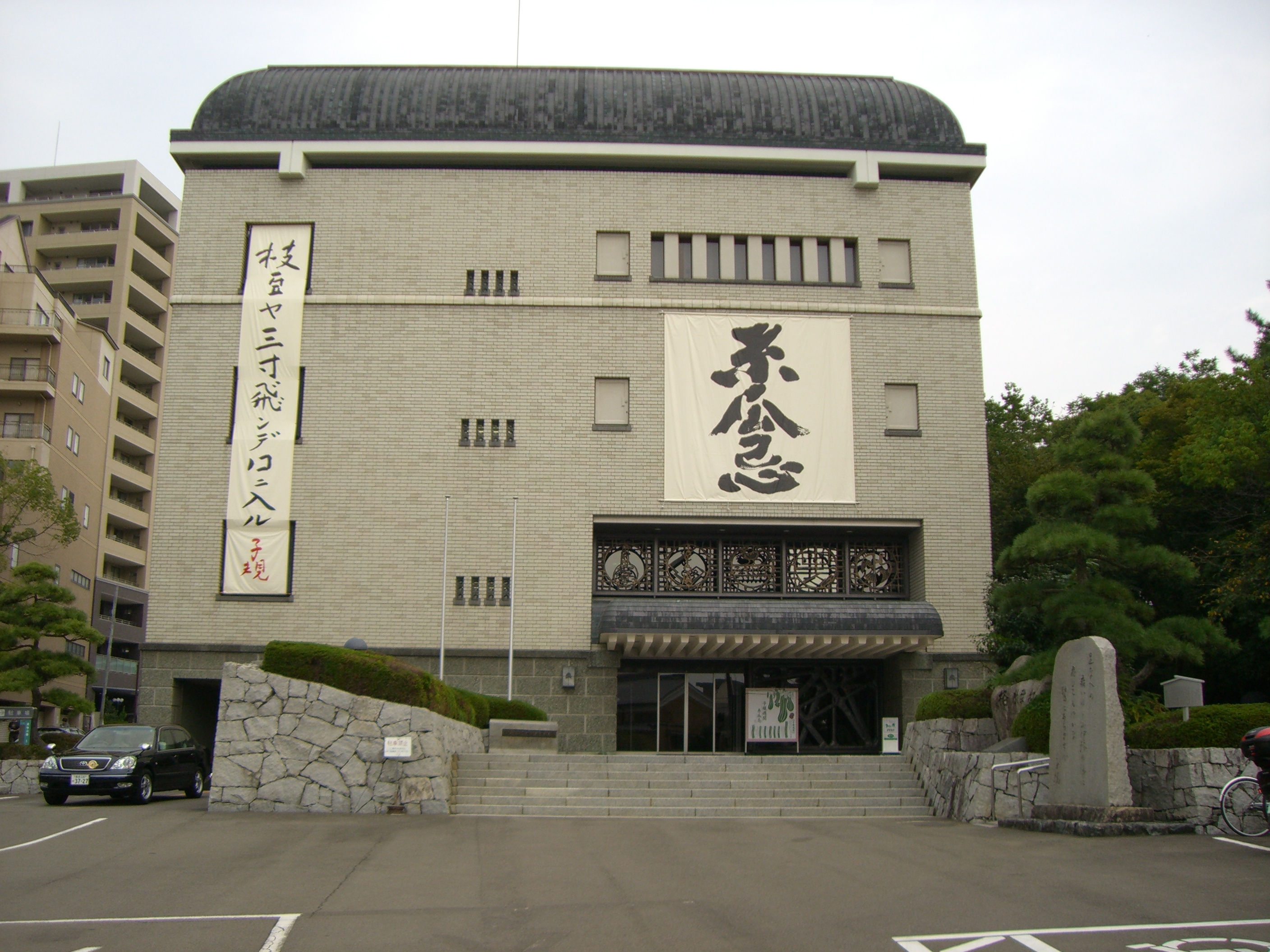
松山市にある子規記念博物館

正岡 子規（まさおか しき、1867年10月14日〈旧暦慶応3年9月17日〉- 1902年〈明治35年〉9月19日）は、日本の俳人、歌人、国語学研究家。子規は筆名で、本名は正岡 常規（まさおか つねのり）。幼名を處之助（ところのすけ）といい、後に升（のぼる）と改めた。
俳句、短歌、新体詩、小説、評論、随筆など多方面にわたり創作活動を行い、日本の近代文学に多大な影響を及ぼした、明治を代表する文学者の一人である。

## 経歴
伊予国温泉郡藤原新町（現：愛媛県松山市花園町）に生まれる。同地は伊予松山藩領で、父は藩士の正岡隼太常尚（1833年 - 1872年）、母の八重（1845年 - 1927年）は藩儒大原観山の長女で、長男であった。
1872年（明治5年）、幼くして父が没したために家督を相続し、大原家と叔父の加藤恒忠（拓川）の後見を受けた。外祖父である観山の私塾に通って漢書の素読を習い、翌年には末広小学校に入学し、のちに勝山学校に転校。少年時代は漢詩や戯作、軍談、書画などに親しみ、友人と回覧雑誌を作り、試作会を開いた。また自由民権運動の影響を受け、政談にも関心を熱中したという。
1880年（明治13年）、旧制松山中学（現：愛媛県立松山東高等学校）に入学。1883年（明治16年）、同校を中退して上京し、漢文を学ぶため赤坂丹後町の須田学舎や、受験英語のために共立学校（現：開成中学校・高等学校）に入学。翌年、旧藩主家の給費生となり、東大予備門（のち一高、現：東大教養学部）に入学し、常盤会寄宿舎に入った。1890年（明治23年）、帝国大学哲学科に進学したものの、文学に興味を持ち、翌年には国文科に転科した。この頃から「子規」と号して句作を行う。
松山中と共立学校で同級だった秋山真之（後に日露戦争時の連合艦隊参謀）とは、松山在住時からの友人であり、また共通の友人として勝田主計がいた。東大予備門では夏目漱石、南方熊楠、山田美妙らと同窓だった。
大学中退後、叔父・加藤拓川の紹介で1892年（明治25年）に新聞『日本』の記者となり、家族を呼び寄せて文芸活動の拠点とした。1893年（明治26年）に「獺祭書屋俳話（だっさいしょおくはいわ）」を連載し、俳句の革新運動を開始した。1894年（明治27年）夏に日清戦争が勃発すると、翌1895年（明治28年）4月、近衛師団つきの従軍記者として遼東半島に渡ったものの、上陸した2日後に下関条約が調印されたため、同年5月、第2軍兵站部軍医部長の森林太郎（鴎外）らに挨拶をして帰国の途についた。その船中で喀血して重態に陥り、神戸病院に入院。7月、須磨保養院で療養したのち、松山に帰郷した。喀血した（血を吐いた）ことから、「鳴いて血を吐く」と言われているホトトギスと自分を重ね合わせ、ホトトギスの漢字表記の「子規」を自分の俳号とした。俳句分類や与謝蕪村などを研究し、俳句の世界に大きく貢献した。漱石の下宿に同宿して過ごし、俳句会などを開いた。
短歌（和歌）においても、「歌よみに与ふる書」を新聞『日本』に連載。『古今集』を否定して『万葉集』を高く評価して、江戸時代までの形式にとらわれた和歌を非難しつつ、根岸短歌会を主催して短歌の革新に努めた。根岸短歌会は、のちに伊藤左千夫、長塚節、岡麓らにより短歌結社『アララギ』へと発展していく。
やがて病に臥しつつ『病牀六尺』を書いた。これは少しの感傷も暗い影もなく、死に臨んだ自身の肉体と精神を客観視し写生した優れた人生記録として、現在まで読まれている。同時期に病床で書かれた日記『仰臥漫録』の原本は、兵庫県芦屋市の虚子記念文学館に収蔵されている。
1902年（明治35年）9月19日午前1時頃に息を引き取った。21日の葬儀には150名以上が参列し、生前に弟子へ遺言していた「静かな寺に葬ってほしい」という願いに合わせて、田端の大龍寺に埋葬され、現在も墓所がある。戒名は子規居士。

## 年譜
※日付は1872年までは旧暦
- 1867年（慶応3年）9月：伊予国温泉郡藤原新町（現：愛媛県松山市花園町）に松山藩士の正岡常尚の長男として生まれる。
- 1868年（明治元年）：湊町新町に転居。
- 1872年（明治5年）3月：父が死去。
- 1873年（明治6年）：寺子屋式の末広学校に通う。
- 1875年（明治8年）
  - 1月：勝山学校（現：松山市立番町小学校）へ転校。
  - 4月：祖父の観山が死去。土屋久明に漢学を学ぶ。
- 1878年（明治11年）：初めて漢詩を作り、久明の添削を受ける。
- 1879年（明治12年）12月：勝山学校を卒業。
- 1880年（明治13年）3月：松山中学（現：愛媛県立松山東高等学校）入学。

- 1883年（明治16年）

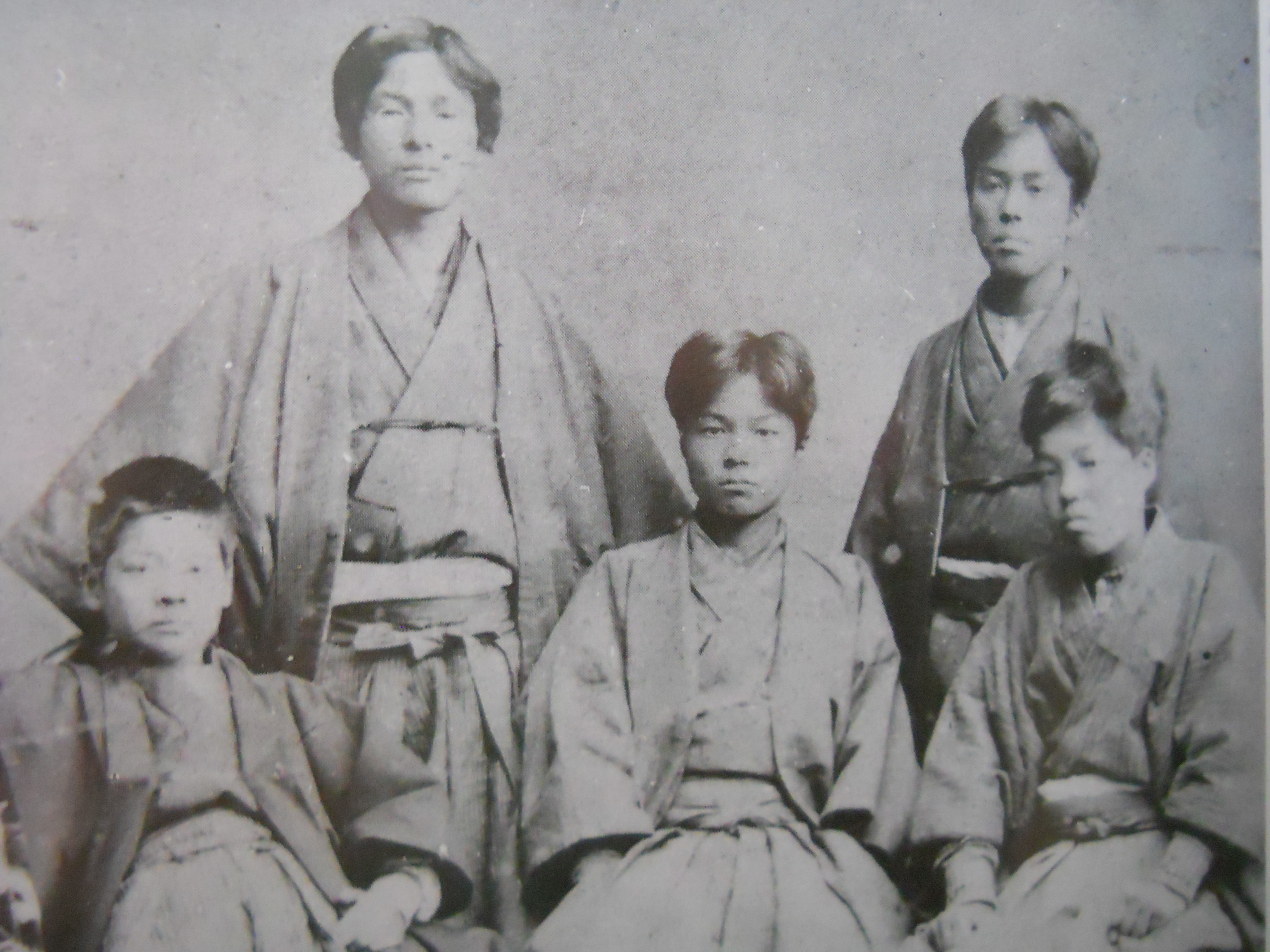
1883年（明治16年）11月、東京府新橋での記念写真。前列左より藤野古白、安長知之、正岡子規、後列左より三並良、太田正躬。

  - 5月：大学予備門受験のために松山中学を退学。
  - 6月：東京へ出る。
  - 10月：共立学校（現：開成中学・高校）入学。
- 1884年（明治17年）9月：東京大学予備門（のち第一高等中学校）へ入学。俳句を作り始める。
- 1887年（明治20年）7月：松山三津浜の宗匠、大原其戎を訪れ句稿を見せる。この年、其戎の主宰する『真砂の志良辺』に俳句が掲載される。
- 1888年（明治21年）
  - 7月：第一高等中学校予科卒業。
  - 9月:本科へ進級、常磐会寄宿舎に入る。
- 1889年（明治22年）
  - 4月3日 - ：常磐会の友人と2人で、菊池謙二郎の実家のある水戸まで、徒歩旅行を行う[6]。
  - 5月：喀血。初めて｢子規｣と号す。
- 1890年（明治23年）
  - 7月：第一高等中学校本科卒業。
  - 9月：帝国大学文科大学哲学科入学。
- 1891年（明治24年）1月：国文科に転科。
- 1892年（明治25年）
  - 7月：学年試験に落第し退学を決意[7]。
  - 9月：給費生を辞退[8]。
  - 12月：日本新聞社に入社。月給15円。
- 1893年（明治26年）3月：帝国大学文科大学を退学[9]。
- 1895年（明治28年）4月：日清戦争に記者として従軍、その帰路に喀血。
- 1896年（明治29年）1月：現在の子規庵で句会。
- 1898年（明治31年）3月：子規庵で歌会。
- 1900年（明治33年）8月：大量の喀血。
- 1902年（明治35年）9月：死去。満34歳。東京都北区田端の大龍寺に眠る。
辞世の句「糸瓜咲て痰のつまりし仏かな」「痰一斗糸瓜の水も間にあはず」「をとゝひのへちまの水も取らざりき」より、子規の忌日9月19日を「糸瓜忌」といい、雅号の一つから「獺祭（だっさい）忌」ともいう。

## 人物
- 英語が苦手だった。試験の際にカンニングをしたことがある。"judicature" の意味が分からなかった子規が隣の男に意味を聞いたところ、「ほうかん」と言われた。本当は「法官」という意味だったが、「幇間」だと思って解答用紙に書いてしまった。ちなみに、子規はこの試験に合格したが、その「隣の男」は不合格になったという[10]。
- 松山に漱石がいたときに鰻丼を奢ると言って、その代金を漱石に払わせた[11]。
- 大食漢だったとされ、小説家の山田風太郎は「迫りくる死に抵抗するもので、献立を見るとB級グルメの見本のようだ」と評している[12]。
- 子規が東京帝国大学入学後に哲学専攻を辞めたのには理由がある。夏目漱石の親友[13][14]に米山保三郎[注釈 4][15][16]がおり、会話をして驚嘆して諦めたという。「哲学というのはわけがわかんらんぞなもし。わしには手に負えん」と言ったという[17]。
- 本来、毎月や月ごとなどを意味する「月並み」という言葉が、「陳腐、平凡」という意味も含んだのは、正岡子規がありふれた俳句や短歌を「月並み調」と批判したことが始まりとされる。当時、和歌や発句は「月並み句会」と呼ばれる月例の句会で詠み合わせをすることが多かった。
- 同郷の言語学者・小川尚義は、松山中学、一高、帝大の後輩にあたり、一高時代から交友があった。小川が帝大を卒業した1896年7月に一時帰省する際、「十年の汗を道後のゆに洗へ」の句を贈った（道後温泉「椿の湯」湯釜にも刻印されているが、そこでは「ゆ」が「温泉」となっている）。
- 「柿くへば…」の名句は、療養生活の世話や奈良旅行を工面してくれた漱石作「鐘つけば 銀杏ちるなり建長寺」の句への返礼の句である。なお、病床においてもいくつも食べるほど柿好きであり、夏目漱石に「柿」というあだ名をつけたこともある。
- 子規没後の正岡家が描かれる後日談的な作品に『ひとびとの跫音』がある。
- 囲碁にも造詣が深く、多くの漢詩、俳句、随筆等に囲碁に関係する作品を残している。生誕150年にあたる2017年、日本棋院により第14回囲碁殿堂表彰がされた[18]。

## 子規と野球

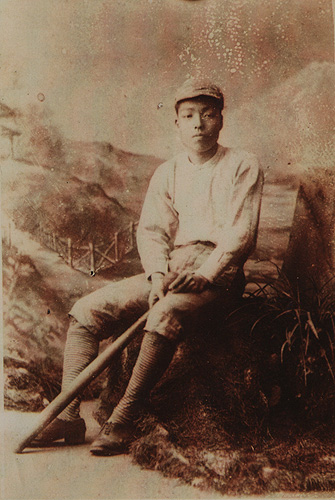
プレイヤー引退直前の1890年3月末に撮影されたベースボールユニフォーム姿の子規。1899年にこの写真を見ながら、「球と球をうつ木を手握りてシャツ着し見ればその時思ほぬ」との短歌をつけた。

子規は日本に野球が導入された最初の頃の熱心な選手でもあり、1889年（明治22年）に喀血してやめるまで続けていた。ポジションは捕手であった。
子規の最良の理解者であった河東碧梧桐ですら、彼が他のスポーツには全く関心を示さなかったのに、ベースボールに限って夢中になったことについては理解できないという風に「変態現象」と呼んだほどであった。
1890年5月17日の一高ベースボール会対明治学院白金倶楽部によるベースボールの試合で「インブリー事件」が起こった際の観客の一人でもあった。0-6と一高が大差をつけられた6回に事件が起こり、試合は中止となった。同年5月の『筆まかせ・第三のまき』に一高の負け方が見苦しい、と書き記している（注：十八日は誤記。十余程というのは実際の得点を意味しない）。

自身の幼名である「升（のぼる）」に因んで、「野球（のぼーる）」という雅号を用いたこともある。これは、中馬庚がベースボールを野球（やきゅう）と翻訳する4年前の1890年（明治23年）のことで、読み方こそ異なるが「野球」という表記を最初に用いた人物となる。ただしこれはベースボールに対する訳語ではなく、あくまで自身の雅号として使っていたものである。実際1896年（明治29年）7月27日付で新聞『日本』に掲載された随筆記事によると、
とあり、「バッター」「ランナー」「フォアボール」「ストレート」「フライボール」「ショートストップ」などの外来語に対して、「打者」「走者」「四球」「直球」「飛球」「短遮（中馬庚が遊撃手と表現する前の呼び名）」という翻訳案を創作して提示しているが、ベースボールに対する訳語は提示されていない（野球も参照のこと）。その他「まり投げて見たき広場や春の草」「九つの人九つの場をしめてベースボールの始まらんとす」など野球を題材とした句や歌を詠んだり、新海非風との連作で、日本初の野球小説と目される『山吹の一枝』を執筆するなど、文学を通じて野球の普及に貢献した。これらの功績が評価され、子規は2002年（平成14年）、野球殿堂入りを果たした。ちなみに子規の出身地である愛媛県には、子規の野球好きに因んで、野球資料館「の・ボールミュージアム」がオープンしている。

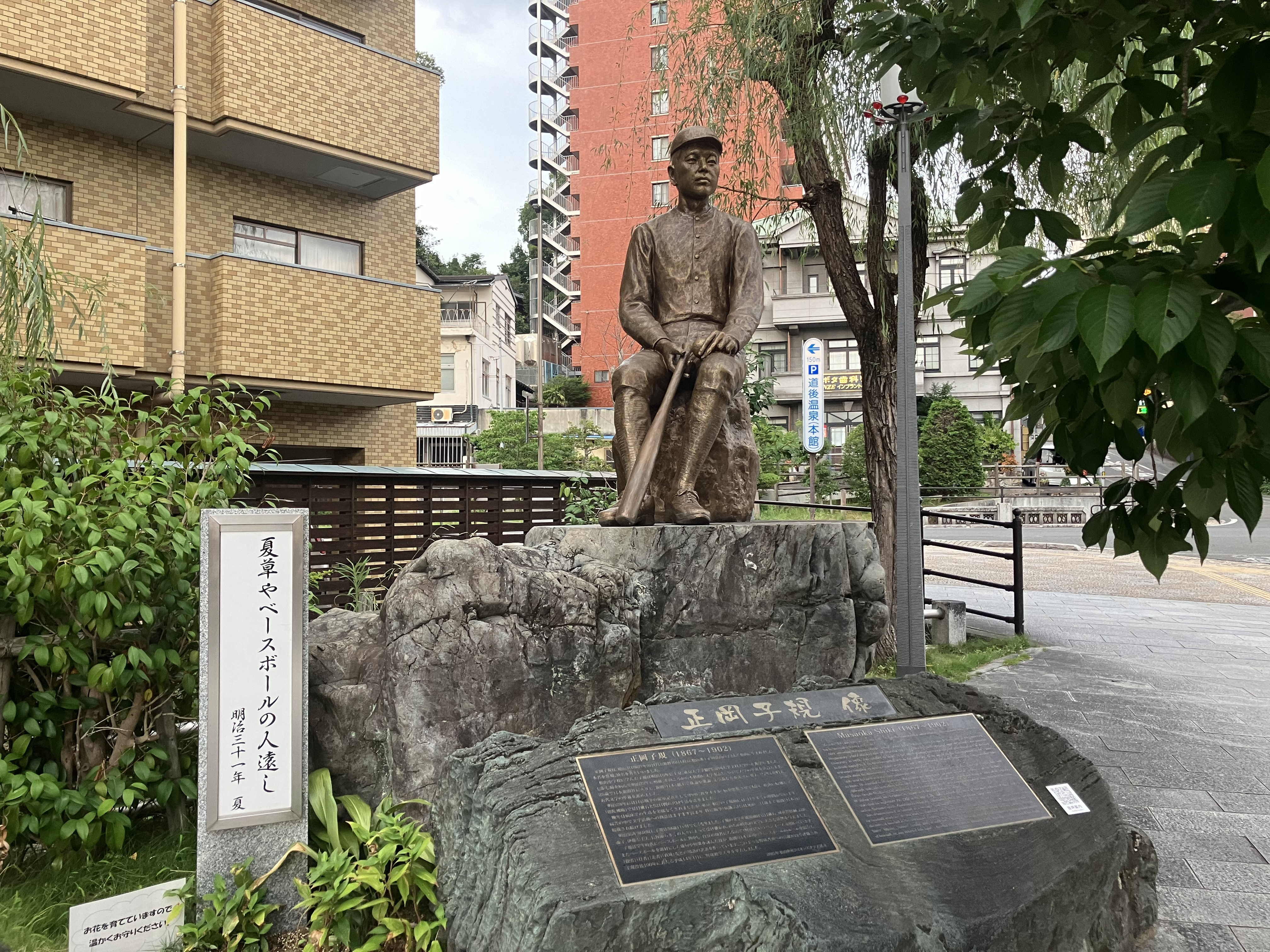
道後温泉街入口にある正岡子規像（2025年7月）

## 雅号
雅号の子規とはホトトギスの異称で、結核を病み喀血した自分自身を、鳴いて血を吐くといわれるホトトギスに喩えたものである。
また別号として、獺祭書屋主人・竹の里人・香雲・地風升・越智処之助（おち ところのすけ）なども用いた。「獺祭書屋主人」の「獺」とは川獺のことである。これは『禮記』月令篇に見える「獺祭魚」なる一文を語源とする。かつて中国において、カワウソは捕らえた魚を並べてから食べる習性があり、その様はまるで人が祭祀を行い、天に供物を捧げるときのようであると信じられていた。「カワウソですら祭祀を行う、いわんや人間をや」というわけである。そして後世、唐代の大詩人である李商隠は尊敬する詩人の作品を短冊に書き、左右に並べ散らしながら詩想に耽ったため、短冊の並ぶさまを先の『禮記』の故事になぞらえ、自らを「獺祭魚庵」と號した。ここから「獺祭魚」には「書物の散らかるさま」という意味が転じる。「獺祭書屋主人」という號は単に「書物が散らかった部屋の主人」という意味ではなく、李商隠のごとく高名な詩人たらんとする子規の気概の現れである。病臥の枕元に資料を多く置いて獺のようだといったわけである。
その他、随筆『筆まかせ』の「雅号」にて自身が54種類の号を用いていることを示し、さらに多くのペンネームが用いられているとされる。上述の「野球（のぼーる）」もこの中に含まれる。

## 子規と病

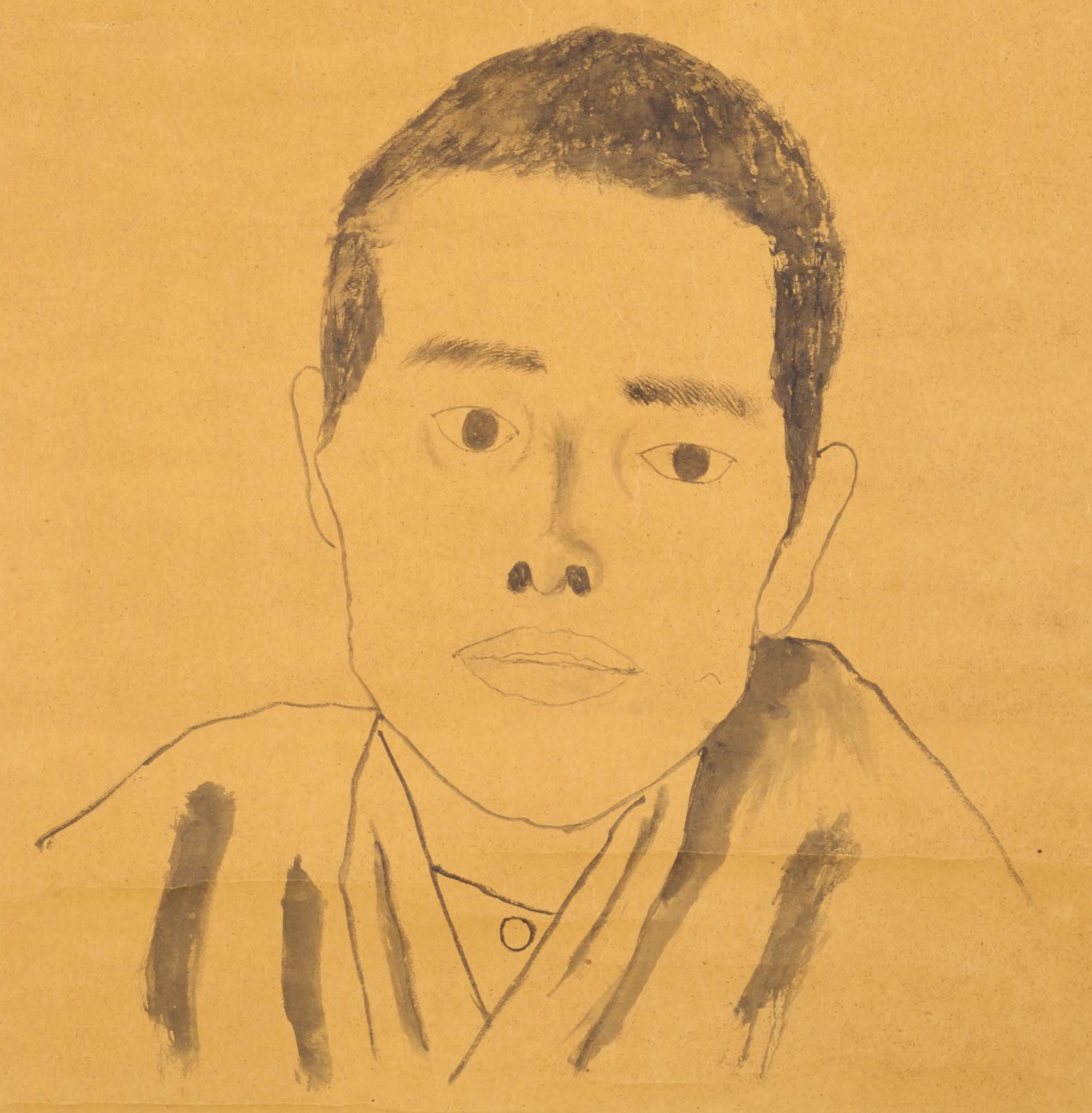
子規が晩年の1900年に描いた自画像（国立国会図書館所蔵）

喀血した自身をホトトギスになぞらえて子規と号したことに象徴されるように、子規の文学はその病と切っても切り離せないものであった。母八重の回想では、乳児の頃の子規は顔が異常に丸く、見苦しく、鼻も低かった。体質虚弱で背も低く、内向的だったことからよくいじめられていたという。子規が最初に喀血したのは、1888年（明治21年）8月の鎌倉旅行の最中であった。子規本人は、翌1889年（明治22年）4月の水戸への旅行を、旅行の半年後に病の原因と書いている。5月には大喀血をし、医師に肺結核と診断される。当時結核は不治の病とみなされており、この診断を受けたものは必然的に死を意識せざるを得なかった。このとき子規はホトトギスの句を作り、初めて子規の号を用いるようになった。
子規の病を大きく進行させたのは日清戦争への記者としての従軍であった。1895年（明治28年）5月、帰国途上の船中で大喀血して重態となり、そのまま神戸で入院。須磨で保養したあと松山に帰郷し、当時松山中学校に赴任していた親友・夏目漱石の下宿で静養した。この年10月に再上京する途上の頃より腰痛で歩行に困難をきたすようになり、当初はリューマチと考えていたが翌1896年（明治29年）、結核菌が脊椎を冒し脊椎カリエスを発症していると診断される。以後、床に伏す日が多くなり、数度の手術も受けたが病状は好転せず、やがて臀部や背中に穴があき膿が流れ出るようになった。
歩行不能になったあとも折々は人力車で外出もしていたが、1899年（明治32年）夏頃以後は座ることさえ困難になった。この頃から子規は約3年間ほぼ寝たきりで、寝返りも打てないほどの苦痛を麻痺剤で和らげながら、俳句・短歌・随筆を書き続け（一部は口述）、また病床を訪れた高浜虚子、河東碧梧桐、伊藤左千夫、長塚節ら後進の指導をし続けた。碧梧桐は、暑さに参る寝たきりの師匠に手動の扇風機を作ったと言われている。子規は、それを「風板」と名付け喜び、季語にならぬかと考えたとも言われている。

## 著名作
俳句
- 柿くへば鐘が鳴るなり法隆寺
- 松山や秋より高き天主閣
- 春や昔十五万石の城下哉
- 牡丹画いて絵の具は皿に残りけり
- 山吹も菜の花も咲く小庭哉
- をとゝひのへちまの水も取らざりき
- 風呂敷をほどけば柿のころげけり
- 柿くふも今年ばかりと思ひけり
- 紫の蒲團に坐る春日かな
- 鶏頭の十四五本もありぬべし
- 赤とんぼ 筑波に雲も なかりけり

短歌

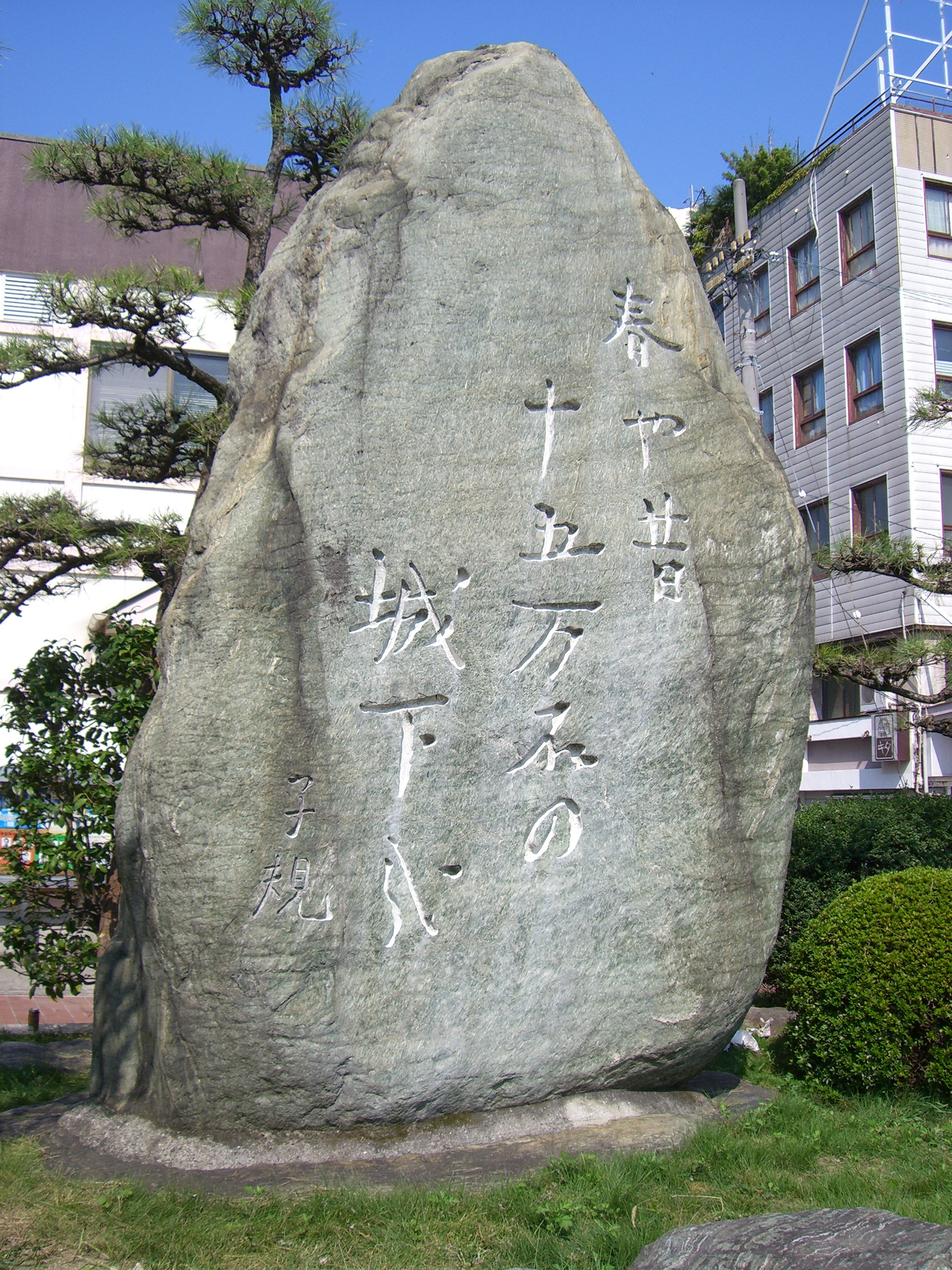
松山を代表する俳句（JR松山駅前）

- くれなゐの二尺伸びたる薔薇の芽の針やはらかに春雨のふる
- 松の葉の葉毎に結ぶ白露の置きてはこぼれこぼれては置く
- いちはつの花咲きいでて我目には今年ばかりの春行かんとす
- 足たたば不尽の高嶺のいただきをいかづちなして踏み鳴らさましを
- 足たたば黄河の水をから渉り崋山の蓮の花剪らましを
- 足たたば北インヂヤのヒマラヤのエヴェレストなる雪くはましを

随想・日記
- 『墨汁一滴』（各 岩波文庫と同ワイド版）
- 『病狀六尺』
- 『仰臥漫録』（角川ソフィア文庫、2009年）

子規三部作とされ、一冊本が講談社学術文庫で刊行（1986年）
漢詩
以下の文献は、近年の研究。
- 加藤国安『漢詩人子規 俳句開眼の土壌』（研文出版、2006年）
- 徐前『漱石と子規の漢詩 対比の視点から』（明治書院、2005年）
- 清水房雄『子規漢詩の周辺』（明治書院、1996年）
- 飯田利行『海棠花 子規漢詩と漱石』（柏書房、1991年ほか）

## 系譜

### 正岡家

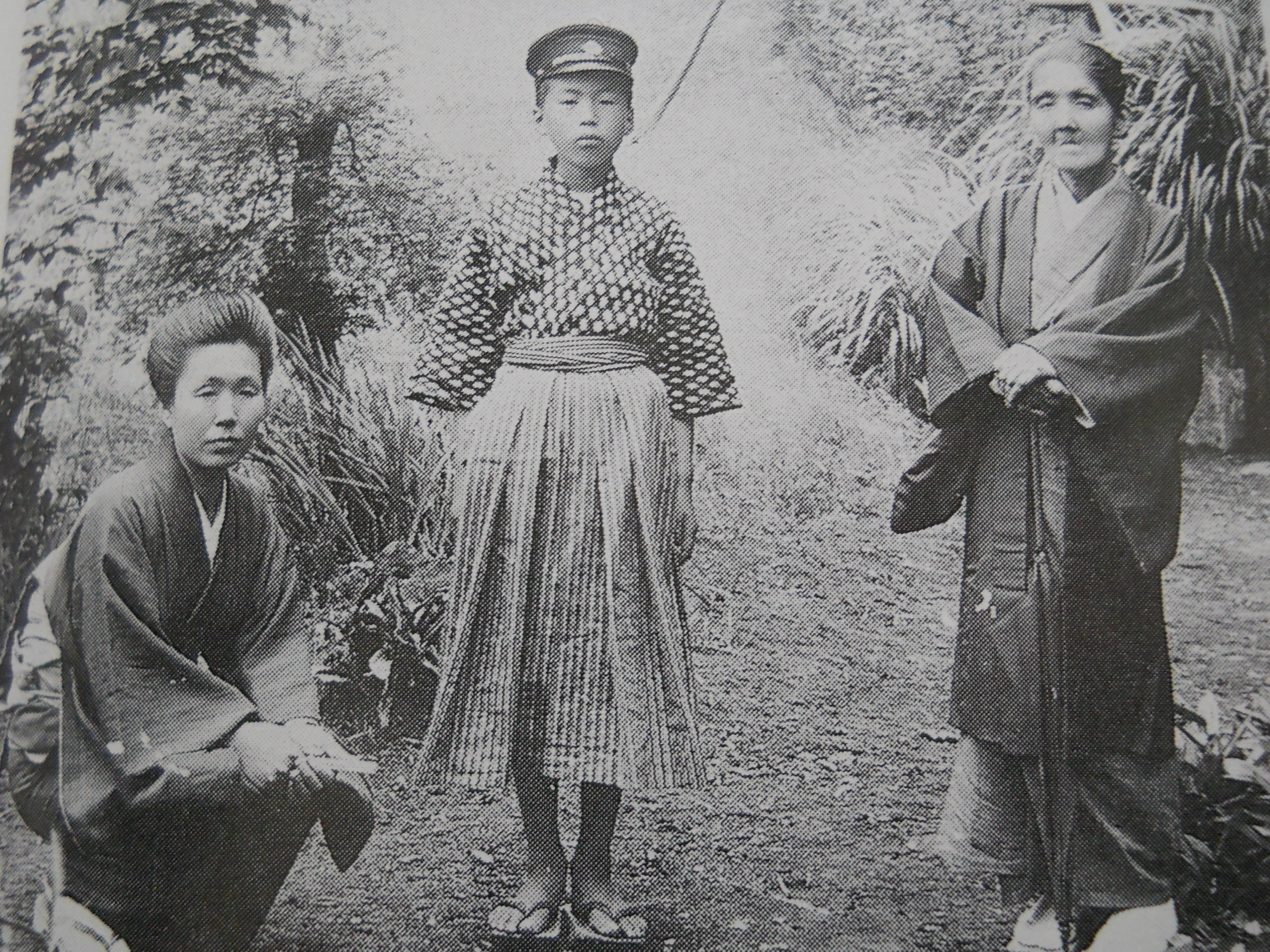
忠三郎が養子となってまもない頃の写真。左より律（子規の妹）、忠三郎、八重（子規の母）。

正岡子規家の系図は子規から遡って8代前まで分かっている。初代は法名以外は不明。寺路良久は今治の手代。寺路将重は今治波止浜の手代で、のちに正岡姓を名乗る。正岡常寅は風早郡の元締めであった。
玄祖父・正岡常一は京へ上がり千宗室に入門して茶人となる。子規は玄祖父・常一について「余が玄祖父は正岡一甫といふてお茶坊主の役をしたまひき。……翁が正月礼にまはる時には必ず一枝の寒梅を袖にして“のどかな春でございます”といひ給ひしとか。またかつて五右衛門風呂を木炭にてわかしその湯に入りて“薪にてわかせしとは入り心地が違う”といひ給ひしと。洒落の風､想ひ見るべし」と書いている。
曽祖父の正岡常武は鎖鎌の名手であった。
父・正岡常尚は常武の孫養子で御馬廻の下級武士。子規は父・常尚について「父は武術にもたけ給はず。さりとて学問とてもし給はざりし如く見ゆ」と書いている。妹の律は、叔父・加藤恒忠の三男・忠三郎を養子として正岡家を継がせた。
```
梅室道寒禅定門─良久─将重─常寅─常一─常武─常尚─常規─律─忠三郎

```

```
                      正岡常尚
                          ┃      ┏正岡常規
                          ┣━━━┫
加藤重孝━━大原有恒      ┃      ┗律
                ┃    ┏八重
                ┣━━┫
                ┃    ┗加藤恒忠━━正岡忠三郎
歌原松陽━━━━重                      ┃      ┏正岡浩
                                        ┣━━━┫
                                        ┃      ┗正岡明
                        野上俊夫━━━あや

```

## 講談社『子規全集』事件
講談社は、1975年4月から『子規全集』（全25巻）の配本を始めるに際し、1974年7月からプロジェクトチーム「子規全集編集部」を作り、編集作業を開始した。このとき子規の俳句に「穢多」の語を使った句が5つあることが分かったため、1975年1月、編集担当者が大阪の部落解放同盟本部へ赴いて協議した。その結果、次の条件で折り合いがついた。
- 部落解放同盟による監修を受け、監修料を支払うこと[27]。
- 第1回配本の「月報」パンフレットに部落解放同盟の主張を載せること[27]。

そして監修陣4人の中には、部落解放同盟に近い立場の詩人ぬやま・ひろし（西沢隆二）が加えられた。通常の監修料は有名人でも数万円が相場であるところ、部落解放同盟には巨額の監修料が支払われたといわれる。
講談社によるこの措置については、当時部落解放同盟による糾弾の嵐が吹き荒れていた中、糾弾の動きを事前に回避して「金で解決するならという大出版資本らしい発想」の存在を指摘する声もある。

## 評価
短い生涯において俳句・短歌の改革運動を成し遂げた子規は、近現代文学における短詩型文学の方向を位置づけた改革者として高く評価されている。
俳句においてはいわゆる月並俳諧の陳腐を否定し、松尾芭蕉の詩情を高く評価する一方、江戸期の文献を漁って与謝蕪村のように忘れられていた俳人を発掘するなどの功績が見られる。またヨーロッパにおける19世紀自然主義の影響を受けて写生・写実による現実密着型の生活詠を主張したことが、俳句における新たな詩情を開拓するに至った。
その一方で、その俳論・実作においては以下のような課題も指摘されている。
- 俳諧における豊かな言葉遊びや修辞技巧を強く否定したこと。
- あまりに写生にこだわりすぎて句柄の大らかさや、昭和期に山本健吉が述べた「挨拶」の心を失ったこと。
- 連句（歌仙）にはきわめて低い評価しか与えず、発句のみをもって俳句の概念を作り上げたこと。

などは近代俳句に大きな弊害を与えていると考える向きもある。
俳句における子規の後継者である高浜虚子は、子規の「写生」（写実）の主張も受け継いだが、それを「客観写生」から「花鳥諷詠」へと方向転換していった。これは子規による近代化と江戸俳諧への回帰を折衷させた主張であると見ることもできる。
短歌においては、子規の果たした役割は実作よりも歌論において大きい。当初、俳句に大いなる情熱を注いだ子規は、短歌についてはごく大まかな概論的批評を残す時間しか与えられていなかった。彼の著作のうち短歌に最も大きな影響を与えた『歌よみに与ふる書』がそれである。『歌よみに与ふる書』における歌論は俳句のそれと同様、写生・写実による現実密着型の生活詠の重視と『万葉集』の称揚と『古今集』の否定に重点が置かれている。特に『古今集』に対する全面否定には拒否感を示す文学者が多いが、明治という疾風怒涛の時代の落し子としてその主張は肯定できるものが多い。
子規の理論には文学を豊かに育てていく方向へは向かいにくい部分もあるという批判もあるが、「写生」は明治という近代主義とも重なった主張であった。今でも否定できない俳句観である。日本語散文の成立における、子規の果たした役割はすこぶる大きいとされる。
また、あまり知られていないが漢詩作者としても著名である。鈴木虎雄（陸羯南の娘婿で、子規とは新聞『日本』の同僚でもあった）が、子規の漢詩を漱石の漢詩よりも評価していたことを、弟子の吉川幸次郎が回想している。
森銑三は、明治期の優れた随筆家の中に正岡子規の名を挙げている。子規は俳人・歌人であったのみならず、文章家にして名随筆家であったという。加えて、「…奇文家としての子規など、全く度外視せられてゐるのではないかと思はれるが…」とした上で、子規の奇文には注目すべき文章がいくらでもあると述べ、その代表に「子規自撰の碑文」「闇汁図解」「柚味噌会」を挙げる。
また、多くの漢詩や俳句、随筆などに囲碁に関する作品を残しており、生誕150年にあたる2017年に、日本棋院の囲碁殿堂表彰委員会で、第14回囲碁殿堂入りとされた。

## 著作

### 近年
- 『俳諧大要』（岩波文庫、改版1983年、再改版2025年4月）、跋は加藤楸邨と柴田宵曲
他に岩波文庫で『子規句集』『子規歌集』『歌よみに与ふる書』『松蘿玉液』が同時期に改版
- 『墨汁一滴』『病牀六尺』『仰臥漫録』（岩波文庫、改版1983 - 1984年、ワイド版刊）、後者2冊は再改版（2022年）
- 『筆まかせ抄』（粟津則雄編、岩波文庫、1985年）
- 『飯待つ間 正岡子規随筆選』（阿部昭編、岩波文庫、1985年）
- 『漱石・子規往復書簡集』（和田茂樹編、岩波文庫、2002年）
- 『獺祭書屋俳話・芭蕉雑談』（復本一郎注解、岩波文庫、2016年）
- 『子規紀行文集』、『正岡子規ベースボール文集』
- 『正岡子規スケッチ帖』- 以上・各 復本一郎編・解説（同上、2019-2024年）
- 『俳人蕪村』（講談社文芸文庫、1999年）
- 『子規人生論集』（講談社文芸文庫、2001年）
- 『正岡子規 高浜虚子 近代浪漫派文庫7』（新学社文庫、2006年）- 旧かな版
- 『正岡子規 ちくま日本文学 040』（筑摩書房、2009年）
- 『俳句の出発』（中村草田男編、みすず書房、2002年）
- 『正岡子規集 新日本古典文学大系明治編27』（中野三敏ほか編、岩波書店、2003年）
- 『正岡子規 明治の文学第20巻』（坪内祐三編集、筑摩書房、2001年）
- 『子規全集』（全22巻別巻3、講談社、1979年完結）正岡忠三郎、司馬遼太郎、大岡昇平らで監修された。
- 『子規選集』（全15巻、増進会出版社・静岡、2001 - 2003年）大岡信、長谷川櫂、島田修二、佐佐木幸綱ほか編
- 『子規随筆 正続』沖積舎 2001年、新版2009年、合本の復刻版（初刊は日本叢書：吉川弘文館）

## 評伝文献
- 柴田宵曲『評伝正岡子規』（岩波文庫、1986年6月。ISBN 4003110633）解説・佐伯彰一、新版刊
  - 柴田宵曲『子規居士の周囲』（岩波文庫、2018年2月。ISBN 4003110668）解説・小出昌洋
- 粟津則雄『正岡子規』（現代日本の評伝 講談社文芸文庫、1995年9月。ISBN 4061963368）
- 長谷川櫂『子規の宇宙』（角川学芸出版〈角川選書〉、2010年10月。ISBN 9784047034778）
- 坪内稔典 『正岡子規の〈楽しむ力〉』（日本放送出版協会〈生活人新書〉、2009年11月。ISBN 9784140883051）
- 坪内稔典『正岡子規：言葉と生きる』（岩波新書、2010年12月。ISBN 4004312833）
- 山下一海『俳句で読む正岡子規の生涯』（永田書房、1992年3月。ISBN 4816106006）
  - 『正岡子規』（「山下一海著作集」第8巻、おうふう、2016年11月。ISBN 9784273037185）
- ドナルド・キーン『正岡子規』（角地幸男訳、新潮社、2012年8月。ISBN 9784103317081／新潮文庫、2022年5月。ISBN 9784101313573）、「著作集 第15巻」新潮社、2018年10月。ISBN 9784106471155
- 井上泰至『正岡子規：俳句あり則ち日本文学あり』（ミネルヴァ書房〈日本評伝選〉、2020年9月。ISBN 9784623090136）
- 久保田正文『正岡子規』（吉川弘文館〈人物叢書144〉1967年7月、新装版1986年7月。ISBN 4642050477）
- 復本一郎『正岡子規伝：わが心世にしのこらば』（岩波書店、2021年12月。ISBN 9784000248334）
  - 復本一郎『正岡子規：人生のことば』（岩波新書、2017年4月。ISBN 9784004316602）
- 土井中照『子規の生涯：そこが知りたい 同時代人の証言でたどる俳人・正岡子規』（アトラス出版、2006年10月。ISBN 4901108522）